# Кејт и Мим-Мим
Кејт и Мим-Мим је канадско-британска рачунарски генерисана цртана серија из 2014. Главна радња је о петогодишњакињи Кејт и њеном плишаном зеки Мим-Миму, са којим путује у замишљену земљу Мимилу, где Мим-Мим оживљава и дружи се са Кејт. У Србији, Хрватској, Црној Гори, Босни и Херцеговини и Северној Македонији се емитује на Минимакс ТВ на српском језику. Синхронизацију је радио студио Студио.

## Главни ликови
- Кејт
- Мим-Мим
- Бамер
- Лили
- Тек

## Награде и номинације
- 2015. Кејт и Мим-Мим је номинована за Лео награде за најбољи звук у телевизијској цртаној серији.